# You Say
You Say est une chanson de la chanteuse américaine de musique chrétienne contemporaine Lauren Daigle tirée de son troisième album studio, Look Up Child (en). Écrite par Lauren Daigle aux côtés des producteurs Paul Mabury et Jason Ingram, elle sort, le 13 juillet 2018, en tant que premier single de l'album.
You Say est le premier titre de la chanteuse à entrer au Billboard Hot 100 et son troisième titre numéro 1 du classement Hot Christian Songs. La chanson est un énorme succès de la radio chrétienne, atteignant la tête dans de multiples classements notamment le Christian Adult Contemporary (AC) et le Christian AC Indicator. Elle reste en tête du classement Hot Christian Songs pendant 132 semaines, battant le record du plus grand nombre de semaines passées à la première place par une chanson, tous classements américains confondus.
Certifiée six fois disque de platine aux États-Unis, elle remporte le Grammy Award de la Meilleure Chanson de Musique Chrétienne Contemporaine en 2019. Elle gagne également le Billboard Music Award de la Meilleure Chanson Chrétienne en 2019.

## Contexte
You Say est diffusée sur les radios chrétiennes le 9 juillet 2018, puis sort, le 13 juillet, en tant que premier single de son troisième album studio Look Up Child (en). Dans un podcast avec Billboard, elle déclare au sujet de son album « Je veux que ce soit un disque de joie, d'espoir, qui permette aux gens de retrouver leur âme d'enfant. Pendant la réalisation de cet album, j'ai dû me souvenir de l'enfant que j'étais. Je veux que les gens réfléchissent : "L'innocence de mon enfance... comment puis-je me voir à nouveau à travers ces yeux ? Comment puis-je à nouveau m'aimer comme ça ? Où est cette joie ? Où est cet espoir ?" ».

## Composition
You Say est à l'origine dans la clé de Fa majeur, avec un tempo de 74 battements par minute. Écrite dans une versification classique, la chanson est basée autour d'une suite d'accords de Fa-La mineur-Ré mineur-Si bémol. La tessiture de Daigle s'étend de RE3 à LA4 pendant la chanson.

## Performances commerciales
La chanson entre à la 53e place du Billboard Hot 100 lors de la semaine du 28 juillet 2018. Elle grimpe à la 44e place lors de la neuvième semaine et, atteint la 29e place en mars 2019. Le titre reste dans le classement pendant 43 semaines.
Elle entre à la 33e place du Billboard Christian Songs lors de la semaine du 21 juillet 2018 La semaine suivante, elle passe à la première place, devenant le troisième titre de Lauren Daigle à atteindre ce classement et, battant le record du plus grand bond à la première place. Elle est, de puis cette date, toujours en tête du classement, battant le record de la chanson la plus longue de l'histoire du classement détenu par Oceans (Where Feet May Fail) (en) de Hillsong United. La chanson passe 17 semaines à la première place du palmarès Christian Airplay. LE titre est également classé au Canadian Hot 100, au New Zealand Hot Singles chart, au Scotland Singles Chart, au Belgian Ultratop Chart, en France, en Suisse et aux Pays-Bas.
Elle fait ses débuts à la cinquième place du classement Billboard Digital Songs, battant le record du meilleur démarrage jamais réalisé par un artiste chrétien contemporain avec une chanson qui n'est pas une chanson de Noël,. Elle se classe à la cinquantième place du classement Billboard Decade-End Digital Songs. Elle fait également son entrée dans le classement Billboard Adult Top 40, culminant à la cinquième place.
La chanson est certifiée 6x platine par la Recording Industry Association of America (RIAA) en 2024.

## Clip musical
Le clip du single You Say sort le 13 juillet 2018. On y voit Daigle chanter la chanson autour d'une maison dans une lumière douce et dorée. Le clip a été vu plus de 300 millions de fois sur YouTube.

## Prestations en direct
Lauren Daigle interprète pour la première fois le single You Say lors de la clôture des GMA Dove Awards de 2018. Elle interprète également le titre lors de l'émission Good Morning America puis, lors du Jimmy Kimmel Live! du 26 février 2019. Le 1re mai 2019, elle interprète la chanson durant les Billboard Music Awards et, en décembre 2020, lors de la finale de la 19e saison de The Voice.

## Crédits et personnel
Crédits adaptés de Tidal.
- Lauren Daigle : chant, autrice-compositrice
- Jason Ingram : auteur-compositeur
- Paul Mabury : auteur-compositeur
- Joe La Porta : ingénieur mastering

## Listes des pistes
| 1. | You Say | 4:34 |

| 1. | You Say (piano/voix) | 4:36 |

| 1. | Tú Dices | 4:33 |

## Distinctions
| Année | Organisation           | Prix                                                              | Résultat   | Réf.   |
| ----- | ---------------------- | ----------------------------------------------------------------- | ---------- | ------ |
| 2019  | Grammy Awards          | Meilleure performance/chanson de musique chrétienne contemporaine | Lauréat    | [ 24 ] |
| 2019  | Billboard Music Awards | Meilleure chanson chrétienne                                      | Lauréat    | [ 25 ] |
| 2019  | GMA Dove Awards        | Chanson de l'année                                                | Lauréat    | [ 26 ] |
| 2019  | GMA Dove Awards        | Chanson enregistrée pop/contemporaine de l'année                  | Nomination | [ 26 ] |

## Classements
| Classement (2018–2021)                  | Meilleure position |
| --------------------------------------- | ------------------ |
| Australie (ARIA)                        | 96                 |
| Belgique (Flandre Ultratop 50 Singles)  | 10                 |
| Belgique (Wallonie Ultratop 50 Singles) | 7                  |
| Canada (Hot 100)                        | 45                 |
| Canada (Adult Contemporary)             | 7                  |
| Canada (CHR/Top 40)                     | 49                 |
| Canada (Hot AC)                         | 22                 |
| Chine Airplay/FL (Billboard)            | 9                  |
| France (SNEP)                           | 65                 |
| Islande (Tonlist)                       | 13                 |
| Mexico Airplay (Billboard)              | 32                 |
| Mexico Ingles Airplay (Billboard)       | 2                  |
| Pays-Bas (Nederlandse Top 40)           | 12                 |
| Pays-Bas (Single Top 100)               | 28                 |
| New Zealand Hot Singles (RMNZ)          | 40                 |
| Écosse (OCC)                            | 25                 |
| Suisse (Schweizer Hitparade)            | 41                 |
| Royaume-Uni (UK Download Chart)         | 21                 |
| États-Unis (Hot 100)                    | 29                 |
| US Christian Songs (Billboard)          | 1                  |

| Classements (2018)             | Meilleure position |
| ------------------------------ | ------------------ |
| US Christian Songs (Billboard) | 2                  |

| Classements (2019)             | Meilleure position |
| ------------------------------ | ------------------ |
| Belgique (Ultratop Flanders)   | 30                 |
| Belgique (Ultratop Wallonia)   | 26                 |
| France (SNEP)                  | 184                |
| Islande (Plötutíðindi)         | 69                 |
| Pays-Bas (Dutch Top 40)        | 35                 |
| Pays-Bas (Single Top 100)      | 77                 |
| Suisse (Schweizer Hitparade)   | 75                 |
| UK Cross Rhythms Annual Chart  | 15                 |
| US Billboard Hot 100           | 60                 |
| US Christian Songs (Billboard) | 1                  |
| US Rolling Stone Top 100       | 74                 |

| Clasements (2020)                 | Meilleure position |
| --------------------------------- | ------------------ |
| US Adult Contemporary (Billboard) | 24                 |
| US Christian Songs (Billboard)    | 1                  |

| Classements (2021)             | Meilleure position |
| ------------------------------ | ------------------ |
| US Christian Songs (Billboard) | 1                  |

| Classements (2010s)               | Meilleure position |
| --------------------------------- | ------------------ |
| US Christian Songs (Billboard)    | 2                  |
| US Digital Song Sales (Billboard) | 50                 |

## Certifications et ventes
| Région                                                                     | Certification | Ventes/Streams |
| -------------------------------------------------------------------------- | ------------- | -------------- |
| Belgique (BEA)                                                             | Or            | 20 000*        |
| Canada (Music Canada)                                                      | 2 × Platine   | 160 000^       |
| France (SNEP)                                                              | Platine       | 200 000*       |
| Pays-Bas (NVPI)                                                            | Platine       | 80 000^        |
| Portugal (AFP)                                                             | Or            | 5 000x         |
| Royaume-Uni (BPI)                                                          | Argent        | 200 000‡       |
| États-Unis (RIAA)                                                          | 6 × Platine   | 6 000 000^     |
| xNon précisé par la certification ‡ventes/streaming selon la certification |               |                |

## Historique des versions
| Région     | Date            | Format            | Label                           | Réf.   |
| ---------- | --------------- | ----------------- | ------------------------------- | ------ |
| États-Unis | 9 juillet 2018  | Radio chrétienne  | Centricity Music                | [ 71 ] |
| États-Unis | 15 janvier 2019 | Top 40 Mainstream | Centricity Music Warner Records | [ 72 ] |

## Voir également
- Liste des numéros un Billboard Adult Contemporary de 2019